# People en Español
People en Español è un magazine in lingua spagnola pubblicato da Time Inc., che debuttò nel 1996. Distinguendosi dalla sua controparte in lingua inglese, combina informazioni provenienti dal mondo Ispanico con quelle dell'intrattenimento mondiale in generale e, inoltre, tratta anche articoli sulla moda e la bellezza, ma anche su interessanti storie umane.

## Storia
Time Inc., lanciò l'edizione in lingua spagnola di People Magazine nel 1996. La compagnia ha detto nel The New York Times che la nuova pubblicazione, che nacque da un'edizione del 1995 dal magazine originale, fu distribuito con due diverse copertine, una in cui era raffigurata la cantante Selena e in un'altra la serie TV Friends; la copertina di Selena aveva venduto parecchio, l'altra no.
Nonostante l'idea originale che le traduzioni in lingua spagnola gli articoli dal magazine inglese would avrebbero compreso metà del contenuto della nuova pubblicazione, People en Español presentava il 90% di contenuti originali e il 10% di materiale tradotto dagli editori.
Il magazine ha ricevuto diverse acclamazioni, inclusa quella di essere stato nominato "Most Notable Magazine Launches of the Past 20 Years" da Media Industry News - MIN. Jacqueline Hernández fu nominato esecutore del Marketing y Medios dell'anno il 1º aprile del 2006. Nel marzo, 2007, People en Español fu catalogato nella lista settimanale Hot List alla posizione “10 su 50”; si trattava del quarto anno consecutivo.

## Esclusive
Il magazine è famoso per le esclusive riguardanti le celebrità ispaniche. L'attrice portoricana Adamari Lopez nel maggio del 2006 fu al centro dell'attenzione del magazine per la sua battaglia contro il cancro al seno. Nel 2007 Verónica Castro parlò del suo rapporto col figlio Cristian Castro, cantante, che ha suscitato l'attenzione dei media nel momento in cui si è riconciliato col padre. Anche la relazione fra Jennifer Lopez e Marc Anthony è sempre stata analizzata dal magazine sin dalla nascita.

## Classifiche
In esso, ogni anno è contenuta anche una classifica delle donne e uomini famosi di origine ispanica e ve ne sono diversi tipi:
- Los 50 Más Bellos (I 50 più belli)

| Anno | Vip | Note                                                                                          |
| ---- | --- | --------------------------------------------------------------------------------------------- |
| 2009 | Eva Longoria; Maite Perroni; Karla Monroig; Dayana Mendoza; Ana de la Reguera; Edith González; Ana Bárbara; Bárbara Bermudo; Lili Estefan | Spread Cover                                                                                  |
| 2008 | Christina Aguilera; Dayanara Torres; Sofía Vergara; Angélica Rivera; Ivy Queen; Myrka Dellanos; Marlene Favela;                           | Spread Cover                                                                                  |
| 2007 | Angélica Vale; Adamari López; Alejandro Fernández; Beyoncé Knowles; Mario López; Candela Ferro; Barbara Bermudo; Ludwika Paleta           | Spread Cover                                                                                  |
| 2006 | Jennifer Lopez; | Spread Cover                                                                                  |
| 2005 | Paulina Rubio; Maria Celeste Arraras; Dayanara Torres; Gloria Estefan; Paola Rey; Daisy Fuentes; Sônia Braga; Inés Rivero; Karyme Lozano  | Sei differenti versioni di copertina per le "divas" in ordini differenti per diverse regioni. |
| 2004 | Juan Soler; Myrka Dellanos; Roselyn Sánchez; Bárbara Mori; Nicholas Gonzalez; Michelle Rodriguez; Eduardo Verástegui; Luis Fonsi          | Spread Cover                                                                                  |
| 2003 | Thalía | "Las 25 Bellezas"                                                                             |
| 2002 | Paulina Rubio |                                                                                               |
| 2001 | Shakira |                                                                                               |
| 2000 | Juan Soler |                                                                                               |
| 1999 | Alejandro Fernández |                                                                                               |
| 1998 | Carlos Ponce |                                                                                               |
| 1997 | Ricky Martin |                                                                                               |

- Estrellas del Año (Stelle dell'anno)

| Anno | Vip                                       | Note                                                       |
| ---- | ----------------------------------------- | ---------------------------------------------------------- |
| 2008 | Shakira, Charytín e Chayanne              | Chayanne - Puerto Rico newsstand edition                   |
| 2007 | Juanes, Adamari López e Kate del Castillo | Multi-celebrity "Estrellas del Año"                        |
| 2006 | Adamari López e Luis Fonsi                | "Estrellas del Año":a Lopez e Fonsi come coppia romantica. |
| 2005 | Paulina Rubio                             |                                                            |
| 2004 | Myrka Dellanos                            |                                                            |

- Bello 51

## Sito web
Inerente a questo magazine esiste un sito apposito:
- Peopleenespanol.com.